# Ale rousse irlandaise

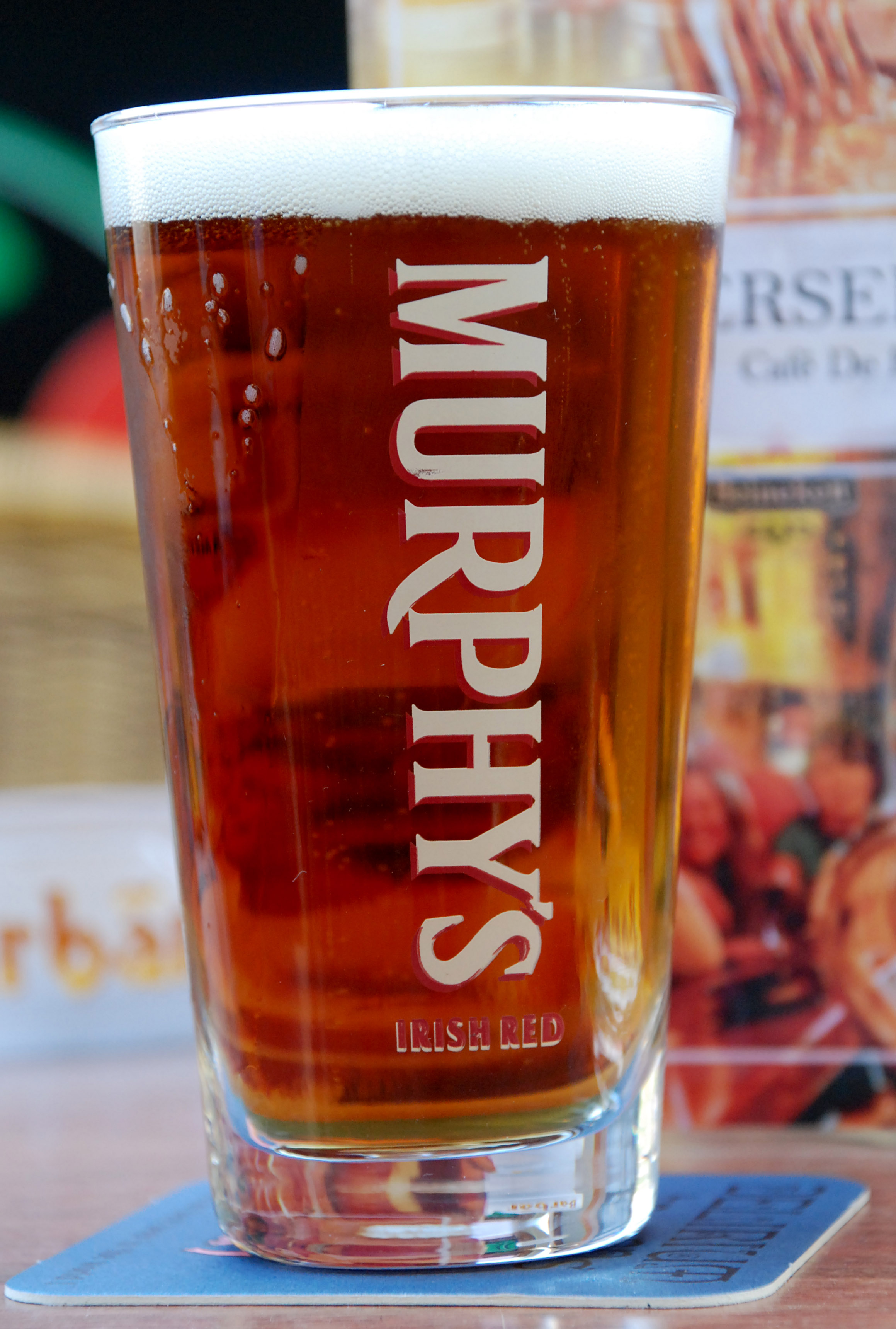
Verre d'ale rousse irlandaise de la marque Murphy's.

L'ale rousse irlandaise (en anglais Irish Red Ale, nom parfois utilisé en français) est une bière d'inspiration irlandaise, à haute fermentation, de type ale et de couleur ambrée ou cuivrée, conçue notamment à partir de malt torréfié et caramélisé.

## Histoire
L'ale irlandaise rousse a été créée dans la ville de Kilkenny au début du 18e siècle. Bien que de la bière ait été brassée dans la ville à l'abbaye de Saint-François depuis le 14e siècle, les origines de l'ale rousse irlandaise remontent à une brasserie fondée par Daniel Sullivan en 1702.
Au 18e siècle, une classe marchande composée principalement de familles catholiques était impliquée dans le brassage, la distillation, le maltage et le broyage dans la ville, notamment les familles Archdeakin, Brennan, Cormick, Connell, Dullard, Hyland, Kinchella, McCreary, Meighan, Smithwick, Sullivan et Watters. Les conditions pour brasser et distiller à Kilkenny étaient idéales, et en 1782, il y avait huit distilleries dans la ville. Grâce au climat favorable du comté de Kilkenny, l'arrière-pays agricole de la ville fournissait des rendements abondants de maïs, de blé et d'orge. De plus, comme l'a noté le député et brasseur Richard Sullivan en 1834, le plateau de Castlecomer à proximité fournissait aux brasseurs et aux distillateurs de la ville un approvisionnement abondant en charbon.
La bière Smithwick's, qui a vu le jour en 1710 avec la création de la brasserie de John Smithwick à l'abbaye Saint-François, est l'archétype original de l'ale rousse irlandaise. En 1827, Edmond Smithwick, petit-fils de John, racheta la brasserie dont s'était départie sa famille et en développa grandement les activités. Au début du 20e siècle, la Smithwick's devint un force dominante sur le marché, après la vente en 1918 de la brasserie Sullivan, son principal concurrent.
Jusqu'aux années 1960, l'ale rousse irlandaise était uniquement disponible en Irlande. Le rachat de Smithwick's par Guinness en 1965 a contribué à changer la donne. En 1987, Guinness a développé une marque d'exportation de la Smithwick's connue sous le nom de Kilkenny, qui est depuis devenue sa propre variante distincte, avec une couleur plus rouge, un goût plus amer et un col plus mousseux.
Parmi les ales rousses irlandaises connues au 21e siècle, on note la Murphy's, la Smithwick's, la Guinness et la Kilkenny.

## Désignation
La désignation ale rousse irlandaise, usuelle dans la francophonie au 21e siècle, est calquée de l'anglais Irish Red Ale. Cette désignation anglaise n'était à l'origine pas utilisée en Irlande et a d'abord été popularisée aux États-Unis. Cette désignation s'est répandue grâce au nom celui de la Killian's Irish Red, une bière blonde ambrée commercialisée en 1981 par la compagnie Coors aux États-Unis.  L'Irlande s'est ensuite réapproprié le terme américain, qu'elle a appliqué à ses véritables bières rousses.

## Description
Les bières de type ale produites en Irlande sont principalement des ales rousses, caractérisées par une légère couleur rouge et un titrage compris entre 3,8 % et 4,4 % (bien que les bières destinées à l'export soient parfois un peu plus fortes). L'ale rousse irlandaise est, avec la stout irlandaise, l'une des deux spécialités brassicoles d'Irlande.

## Marché
La marque la plus distribuée est Smithwick's ; elle appartient au groupe britannique Diageo, lequel produit également les marques Macardle's, Franciscan Well's Rebel Red, O'Hara's Irish Red et Messrs Maguire Rusty. C'est sous la marque Kilkenny que la brasserie dublinoise du groupe exporte l'essentiel de sa Red Ale.
Le deuxième acteur du marché de la bière en Irlande, le groupe Heineken, ne produit plus d'ale rousse irlandaise en Irlande depuis qu'il a cessé de brasser localement les marques autochtones lui appartenant, Murphy's Irish Red et Beamish Red. Elles sont néanmoins toujours distribuées dans l'île et ailleurs.
En 2010, a été lancée la Copper Coast Red Ale de la Dungarvan Brewing Company et, en 2011, la McGrath's Irish Red de la Clanconnel Brewery.